# Joe Perry (giocatore di snooker)
Joe Perry (Wisbech, 13 agosto 1974) è un giocatore di snooker inglese.

## Biografia
Con più di 300 "centoni", Perry è il giocatore che ne ha ottenuti di più senza mai riuscire a realizzare un 147. Durante la stagione vive a Cambridge e si esercita spesso con Neil Robertson.
L'inglese soffre di spondilite anchilosante e prima che gli fosse correttamente diagnosticata aveva spesso pensato di abbandonare lo snooker.
Perry è un tifoso dell'Arsenal.

## Carriera
Joe Perry è diventato un professionista nel 1991 ma non è mai riuscito a raggiungere sin da subito alti livelli in questo sport.
Nel 2001 l'inglese gioca e perde la sua prima finale in carriera contro Stephen Hendry allo European Open.
14 anni dopo, nel 2015 Perry ottiene il suo primo trionfo in un torneo Ranking, battendo Mark Williams al Players Tour Championship Final.
Nel 2017 arriva inaspettatamente in finale al The Masters a Londra ma viene sconfitto dal connazionale Ronnie O'Sullivan in una partita molto combattuta finita 10-7.
Nel 2022, a 47 anni, si aggiudica il Welsh Open battendo in finale il connazionale Judd Trump e diventando il secondo giocatore per anzianità nella storia (dopo Ray Reardon) ad aver vinto un torneo di snooker valido per il ranking.

## Ranking
| Stagione  | Ranking iniziale | Ranking finale   |
| --------- | ---------------- | ---------------- |
| 1991-1992 | Non classificato | Non classificato |
| 1992-1993 | Non classificato | 327              |
| 1993-1994 | 327              | 265              |
| 1994-1995 | 265              | 195              |
| 1995-1996 | 195              | 166              |
| 1996-1997 | 166              | 123              |
| 1997-1998 | 123              | 74               |
| 1998-1999 | 74               | 34               |
| 1999-2000 | 34               | 31               |
| 2000-2001 | 31               | 27               |
| 2001-2002 | 27               | 13               |
| 2002-2003 | 13               | 16               |
| 2003-2004 | 16               | 20               |
| 2004-2005 | 20               | 14               |
| 2005-2006 | 14               | 18               |
| 2006-2007 | 18               | 18               |
| 2007-2008 | 18               | 12               |
| 2008-2009 | 12               | 12               |
| 2009-2010 | 12               | 19               |
| 2010-2011 | 19               | 27               |
| 2011-2012 | 27               | 24               |
| 2012-2013 | 24               | 20               |
| 2013-2014 | 20               | 13               |
| 2014-2015 | 15               | 9                |
| 2015-2016 | 9                | 11               |
| 2016-2017 | 11               | 22               |
| 2017-2018 | 22               | 20               |
| 2018-2019 | 20               | 19               |
| 2019-2020 | 19               | 16               |
| 2020-2021 | 16               | 20               |
| 2021-2022 | 20               |                  |

## Tornei vinti

### Titoli Non-Ranking: 2
| Titoli Ranking                   | Titoli Ranking | Titoli Ranking | Titoli Ranking |
| -------------------------------- | -------------- | -------------- | -------------- |
| Competizione                     | Anno           | Avversario     | Note           |
| Players Tour Championship Finals | 2015           | Mark Williams  | [ 6 ]          |

| Titoli Non-Ranking                   | Titoli Non-Ranking | Titoli Non-Ranking | Titoli Non-Ranking |
| ------------------------------------ | ------------------ | ------------------ | ------------------ |
| Competizione                         | Anno               | Avversario         | Note               |
| Merseyside Professional Championship | 2004               | Stephen Croft      | [ 9 ]              |
| Championship League                  | 2008               | Mark Selby         | [ 10 ]             |

- Asian Tour: 2 (Yixing Open 2013, Xuzhou Open 2015)

## Finali perse

### Titoli Non-Ranking: 1
| Titoli Ranking   | Titoli Ranking | Titoli Ranking  | Titoli Ranking |
| ---------------- | -------------- | --------------- | -------------- |
| Competizione     | Anno           | Avversario      | Note           |
| European Open    | 2001           | Stephen Hendry  | [ 5 ]          |
| Wuxi Classic     | 2014           | Neil Robertson  | [ 11 ]         |
| World Open       | 2016           | Ali Carter      | [ 12 ]         |
| European Masters | 2018           | Jimmy Robertson | [ 13 ]         |

| Titoli Non-Ranking | Titoli Non-Ranking | Titoli Non-Ranking | Titoli Non-Ranking |
| ------------------ | ------------------ | ------------------ | ------------------ |
| Competizione       | Anno               | Avversario         | Note               |
| The Masters        | 2017               | Ronnie O'Sullivan  | [ 7 ]              |

| In squadra    | In squadra                                | In squadra                                          | In squadra |
| ------------- | ----------------------------------------- | --------------------------------------------------- | ---------- |
| Competizione  | Anno/Compagno                             | Avversario                                          | Note       |
| Macao Masters | 2018/ Mark Williams, Marco Fu, Zhang Anda | Barry Hawkins, Ryan Day, Zhao Xintong, Zhou Yuelong | [ 14 ]     |

- Players Tour Championship: 2 (Evento 1 2011, FFB Snooker Open 2012)